# ソーリー (潜水艦)
ソーリー (USS Saury, SS-189) は、アメリカ海軍の潜水艦。サーゴ級潜水艦の一隻。艦名はサンマ科4種の総称に因んで命名された。

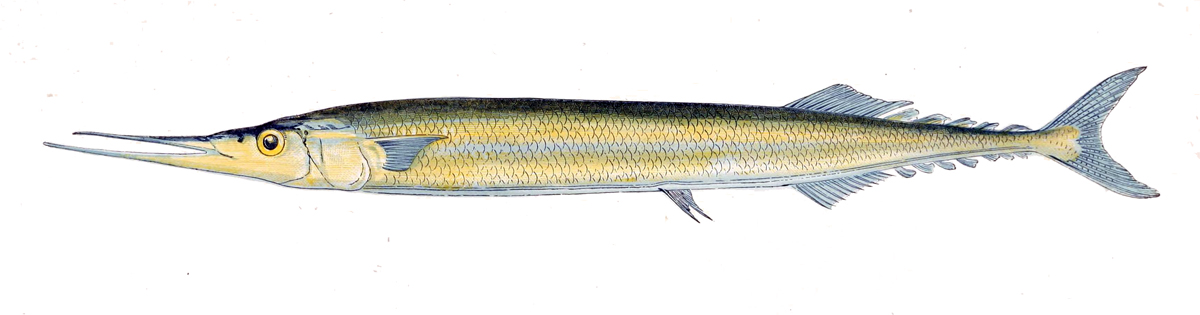
ニシサンマ（Atlantic saury）

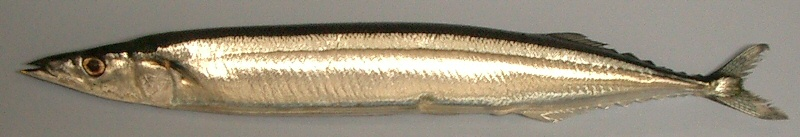
サンマ（Pacific saury）

## 艦歴
ソーリーは1937年6月28日にコネチカット州グロトンのエレクトリック・ボート社で起工した。1938年8月20日にジェームズ・ポール・キャスバリアン夫人（海軍艦艇命名局長の妻）によって命名、進水し、1939年4月3日に艦長G・W・パターソン・ジュニア少佐の指揮下就役する。

### 開戦まで
就役後ソーリーはコネチカット州ニューロンドンから南はメリーランド州アナポリスまでの海域で各種試験を行い、1939年4月後半にニューヨーク万国博覧会のためにニューヨークを訪問した。5月中旬にソーリーは潜望鏡の試験を行い、その後整調巡航の準備を行う。巡航は6月26日から8月26日まで行われ、ニューファンドランドからベネズエラ、パナマ運河地帯を訪問、ニューイングランド南方に帰還した。9月にメイン州キタリーのポーツマス海軍造船所に入渠し、整調後のオーバーホールを行う。
オーバーホールおよび最終公試後、ソーリーは12月4日に西海岸へ向けて出航した。12月12日、パナマ運河を通過しその9日後カリフォルニア州サンディエゴで第6潜水戦隊第16分艦隊に加わった。維持作業および訓練、水上艦艇に対しての標的艦としての支援で1940年3月を過ごす。4月に出航、西へ向かい演習「第20次フリート・プロブレム」に参加した。同演習は8段階の活動から成り、ハワイ海域での防御に対する攻撃および、ある艦隊が他の部隊と合流する前に撃破するという内容であった。
その後真珠湾を拠点としてソーリーはハワイ諸島から西はミッドウェー島までの海域で演習に従事し、9月に西海岸に帰還、オーバーホールのためメア・アイランド海軍造船所に入渠した。1941年3月から10月まで真珠湾とカリフォルニア州サンディエゴを拠点として作戦活動に従事し、その後新たな母港であるフィリピンのカヴィテに向けて出航した。
1941年6月1日に第2潜水戦隊第21分艦隊に配属されたソーリーは、11月中旬にマニラ湾に到着した。この当時の艦長はジョン・L・バーンサイド・ジュニア少佐（アナポリス1926年組）だった。

### 第1の哨戒 1941年12月 - 1942年1月
12月8日（日付変更線の東側は12月7日）、ソーリーは最初の哨戒でルソン島近海に向かった。マニラ湾を抜け、押し寄せてくるであろう日本軍輸送船団を捜し求めて北に向かった。しかし、非常の際の取り決めの不備と情報の不足は、ソーリーの行動を一定しないものとした。ソーリーはビガンと東経120度線を結ぶ南北の海域を中心に哨戒した後、スティングレイ (USS Stingray, SS-186) からの日本軍輸送船団に関する情報に基づいて、リンガエン湾に急行した。
12月22日の夜明け前、ソーリーはサンフェルナンドに通じる湾の北口で哨戒を行った後、南に向かった。4時11分、ソーリーは哨戒中の駆逐艦朝風を発見し、4時24分に魚雷を発射。しかし、明らかに朝風の方角へ通過したにもかかわらず爆発しなかった。2分後、新たな駆逐艦が出現し、ソーリーは比較的水深の浅い海域で回避運動を行った。しかし、投下された爆雷はソーリーから900メートル離れたところで爆発。ソーリーは回避運動を行いながら北西の方角に向かって退避し、日没後にサンフェルナンドとボリナオ岬の間にある湾に戻った。
12月23日2時10分ごろ、ソーリーは駆逐艦に発見された。ソーリーは水深37メートルに潜航し、駆逐艦はソーリーから200メートル離れた場所に爆雷を3発、次いで2発投下した。ソーリーは爆雷攻撃から逃れることが出来た。爆雷攻撃は午後にも行われたが、ソーリーに損傷はなかった。12月24日には輸送船を発見したが、攻撃には至らなかった。夜になり、ソーリーは自艦が敵艦2隻の間にいることに気付いた。ソーリーは闇に乗じてまんまと脱出したが、翌日夜に再び駆逐艦と遭遇して潜航を余儀なくされ、水深37メートルに潜航し爆雷攻撃を避けた。12月27日と28日の両日も駆逐艦と遭遇し、その度に充電を中止せざるを得なかった。1942年1月1日には輸送船団を発見したが、またもや攻撃には至らなかった。1月8日、ソーリーはオランダ領東インド海域に針路を向けた。
ソーリーは1月11日から12日にかけてはバシラン海峡を哨戒。この間にタラカン島が日本軍に占領されたので、ソーリーはタラカンとダバオ間の交通路も哨戒した。1月16日までタラカン島近海で哨戒したあと南に向かい、1月18日に赤道を越えた。1月19日、ソーリーは、日本軍がサンダカンなどを含む北ボルネオを制圧したその日にバリクパパンに寄港。燃料は補給されたものの食料の補給はなく、ソーリーは翌日追い出されるように出港。バリクパパンに通じる航路を哨戒した。
1月23日、日本軍がバリクパパンに上陸。上陸船団を妨害するため連合軍水上部隊が出動した。ソーリーはこれに呼応してマハカム川河口の北側に向かったが、翌1月24日、ソーリーは発見されて船団攻撃を行うことが出来なかった。日本軍のバリクパパン占領後、ソーリーはウィリアム岬近海で哨戒した後、1月27日にジャワ島に針路を向けた。ソーリーはマドゥラ海峡を通過し、オランダ海軍巡視艇の護衛を受けた。1月30日、ソーリーは53日間の行動を終えてスラバヤに帰投した。

### 第2の哨戒 1942年2月 - 3月
2月9日、ソーリーは2回目の哨戒でジャワ海、セレベス島方面に向かった。この日、日本軍はマカッサルを占領。ソーリーはバンダ海に針路を向けた。2月13日、ソーリーはセレベス沿岸のカバエナ島とサラヤル島間の海域に到着し、そこからロンボク海峡にいたる海域を南西方向に3日間哨戒。2月19日と20日、日本軍がバリ島に上陸し、ソーリーはその情報に基づいてロンボク海峡に急いだ。ほどなく、この哨戒での最初の敵艦を発見。ソーリーは潜航し、以後18時間もの間爆雷攻撃を回避し続けた。2月24日には輸送船団を発見したが、攻撃に失敗した。ソーリーは北向きに移動。2月26日から3月8日まではカンゲアン島近海で哨戒したが、この頃までには日本軍はスラバヤ、バタヴィアなど主要拠点を押さえてジャワ島全土の占領が目前に迫っていた。3月9日、ソーリーはオーストラリアに向かうよう指示された。ソーリーのマーク14型魚雷は、この哨戒では敵に損害を与えなかった。3月17日、ソーリーは38日間の行動を終えてフリーマントルに帰投した。

### 第3の哨戒 1942年4月 - 6月
4月28日、ソーリーは3回目の哨戒でセレベス島方面に向かったが、3日後に潜航訓練を行った際に、ツリムを保つ後部タンクにひび割れが発見されたため、修理のため引き返した。修理完了後の5月7日に再度出撃。5月14日までティモール島近海で哨戒した後、5月16日以降はフローレス海で、バンダ海とセレベス間の交通路を哨戒した。5月18日、ソーリーはウオウオニ島沖で敵船を発見し、魚雷を3本発射したが命中しなかった。ソーリーはケンダリへの交通路遮断のため2日間哨戒した後、モルッカ海峡とグレートバウンド海峡を通過してセレベス北部に移動。5月23日と24日にはマナド近海で哨戒した。5月26日からはセレベス海東部で哨戒し、5月28日には水上機母艦と商船に対して攻撃を行ったが成功しなかった。
6月8日、ソーリーは再びモルッカ海峡とグレートバウンド海峡を通過して南に向かい、6月12日から14日まではケンダリ沖で再度の哨戒。6月15日、ソーリーはオーストラリアに針路を向け、ブトン海峡からフローレス海、ティモール島沖と通過した。6月28日、ソーリーは61日間の行動を終えてフリーマントルに帰投。艦長がレナード・S・メホワイニー少佐（アナポリス1927年組）に代わった。

### 魚雷実験

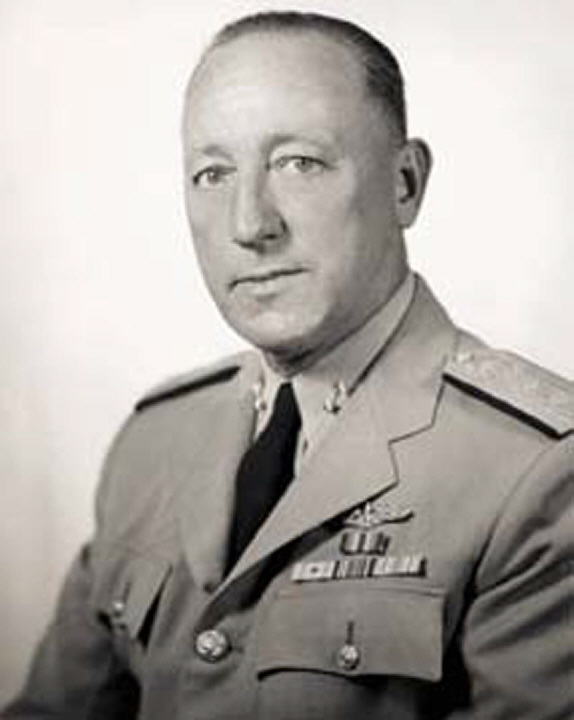
チャールズ・A・ロックウッド少将

この頃、アメリカ潜水艦が使用していたマーク14型魚雷に「命中しても爆発しない」「目標手前で爆発する」「不安定に航走する」など不具合が多発していた。フリーマントルに拠点を持つ、南西潜水艦部隊司令官チャールズ・A・ロックウッド少将（アナポリス1912年組）は、不平を述べる潜水艦艦長をなだめつつ、兵器を掌る海軍省兵備局にしばしば抗議を行っていた。しかし、兵備局がのらりくらりとかわして相手にしないことに腹を立てたロックウッド少将は、6月20日から実戦用魚雷と漁網を使用しての実験を行った。6月22日に最初の実験の結果を打電したが相手にされず、ロックウッド少将は2度目の実験を行った。
7月2日、ソーリーはこの実験に参加するためアルバニーに向かった。7月18日、ソーリーは漁網から800メートル離れたところから、航走深度を10フィートに設定された魚雷を4本発射。1本は漁網に穴を開けたものの、残り3本は漁網の下を通過し、21フィートの深度を航走していった。ロックウッド少将はこの結果を打電。電報を読んだ合衆国艦隊司令長官兼海軍作戦部長アーネスト・キング大将（アナポリス1901年組）は、ニューポートで同様の実験をするよう命じ、やがてロックウッド少将の実験とほぼ同様の結果が出た。これを受けて、マーク14型魚雷の深度調整装置が改良され、不安定に航走する問題は一応の解決を見た。7月23日、ソーリーは潜水母艦ホーランド (USS Holland, AS-3) とともにオールバニを出港し、7月25日にフリーマントルに帰投した。

### 第4の哨戒 1942年7月 - 9月
7月31日、ソーリーは4回目の哨戒でフィリピン方面に向かった。8月6日にロンボク海峡を通過し、イロイロとマニラ間の交通路を哨戒しつつ8月16日までに哨戒海域に到着。8月17日、ソーリーはアンブロン海峡とマンガリン湾を、8月18日にはミンドロ島とコレヒドール島を結ぶ海域をそれぞれ偵察した。8月20日、ソーリーは敵輸送船団の予想ルート上に移動し、その翌日にはタンカーを発見して接近を試みた。その時点で、ソーリーは海岸線から8キロの地点を哨戒していたが、結果的に移動することとなった。
8月24日、ソーリーはマニラ湾口に向かい、6時45分にマストを発見したものの、折りからの大雨は目標を覆いつくした。9時52分に魚雷を2本発射し、もう2本の発射準備を整えたが、潜望鏡がゆれて発射の障害となった。9時54分に爆発音が聞こえ、目標のタンカーが5度にわたって振動しているのを見た。ソーリーは爆雷攻撃から逃れるべく水深60メートルに逃げ、10時47分にそのうちの一発がソーリーの至近で爆発。以後も11時50分と52分に2発の爆雷が爆発した。爆雷攻撃は午後も続き、18時10分に至ってプロペラの動きが止まった。19時21分、ソーリーは3台の発動機を起動させて浮上し充電を開始したものの、1時間後に駆逐艦に発見され再び潜航。何とか反撃をしのいだ。アメリカ側の記録では、この攻撃でタンカー音羽山丸（三井物産、9,204トン）を撃破したとする。
次の日の夜、ソーリーは駆逐艦か水雷艇と思われる敵艦を発見。幸い攻撃されなかった。8月29日以降は悪天候に悩まされ、31日には病院船を発見。悪天候はソーリーが南に針路を向けた9月3日には収まった。9月7日、ソーリーはマカッサル近海で新たな哨戒を開始。9月11日、ソーリーは夜間浮上哨戒中に1隻の貨物船を発見。20時58分、ソーリーは目標に向けて魚雷を3本発射。2分後、目標は爆発し全船を揺さぶった。上部構造物と船上の貨物は明るく照らされ、18分後に目標は再度爆発して消えた。この攻撃で、特設航空機運搬艦関東丸（原田汽船、8,601トン）を撃沈した。9月17日にロンボク海峡を抜け、エクスマウス湾に寄港して余分な燃料をはしけに移しかえた。9月23日、ソーリーは55日間の行動を終えてフリーマントルに帰投した。この後、ソーリーはソロモン諸島の戦いに参加することとなり、10月18日にフリーマントルを出港。シドニーを経由し、10月29日にブリスベンに到着した。

### 第5、第6の哨戒 1942年10月 - 1943年6月
10月31日、ソーリーは5回目の哨戒でソロモン諸島方面に向かった。ニューブリテン島近海で27日間の哨戒期間中、ソーリーは27の接触を得て、少なくとも11月18日、22日、26日および12月13日に接触した4つの目標は明確に確認できた。哨戒を通じて合計13本の魚雷を発射し、少なくとも1本は命中したものと考えられた。12月21日、ソーリーは51日間の行動を終えて真珠湾に帰投。本土に回航され、12月29日にメア・アイランド海軍造船所に到着。オーバーホールに入った。オーバーホール期間中、ソーリーに高性能潜望鏡とバチサーモグラフが取り付けられた。艦長がアンソニー・H・ドロップ少佐（アナポリス1932年組）に代わった。ソーリーは1943年4月16日に真珠湾に戻った。
5月7日、ソーリーは6回目の哨戒で東シナ海に向かった。ソーリーはこの哨戒を通じて、高性能潜望鏡とバチサーモグラフのテストも行うことになっていた。5月11日にミッドウェー島に寄港し補給を行った。5月19日、ソーリーは台風に遭遇し、5月20日には最悪の一歩手前の状態になったが、その翌日に悪天候は止んだ。5月25日、ソーリーは奄美大島近海の哨戒海域に到着。翌5月26日9時ごろ、ソーリーはこの哨戒で最初の敵艦船を発見したが、追いつけないぐらい遠方にいたので攻撃しなかった。1時間後、ソーリーは北緯28度50分 東経129度32分 / 北緯28.833度 東経129.533度の地点で那覇に向かう鹿第11船団を発見。10時30分、ソーリーは貨客船嘉義丸（大阪商船、2,509トン）に対して魚雷を3本発射。魚雷は44秒後と1分後に嘉義丸に命中し、その9秒後に命中した3本目の魚雷によって嘉義丸は左に大きく傾いて8分後に沈没した。9発もの爆雷が投下されたものの、ソーリーに被害はなかった。
5月28日午後、ソーリーは北緯27度40分 東経125度55分 / 北緯27.667度 東経125.917度の地点でマストを発見し、16時43分に潜航。17時24分、ソーリーは護衛なしで空船状態で航行中の海軍徴傭タンカーあかつき丸（日本海運、10,216トン）に対して魚雷を4本発射。3本外れたものの、1本が命中。あかつき丸は速度を減じた上で爆雷を2発投下した。ソーリーは2度目の雷撃で魚雷を6本発射し、4本を命中させてあかつき丸を撃沈した。
5月29日午後、ソーリーは浮上哨戒中に、21キロ先にタバコのような煙を発見。19時13分、ソーリーは潜航し、上海に向かっていた佐第25船団を追跡。20時58分に浮上して攻撃し、北緯31度20分 東経122度30分 / 北緯31.333度 東経122.500度の地点で陸軍船高見山丸（三井船舶、1,992トン）を撃沈し、輸送船筥崎丸（日本製鐵、3,948トン）を撃破した。翌5月30日、ソーリーはミッドウェー島に針路を向けた。6月7日、これまで不調だったソーリーの第4エンジンが復旧。6月8日、ソーリーは38日間の行動を終えてミッドウェー島に帰投。その後、修理と改装を行うため真珠湾に回航され、6月13日に到着した。

### 第7の哨戒 1943年7月 - 8月
7月13日、ソーリーは7回目の哨戒で日本近海に向かった。7月21日、第4エンジンの調子が再びおかしくなったが、哨戒は続けられた。エンジン不調と天候不良に哨戒海域への到着は遅れたが、硫黄島と沖縄島の中間点に来た7月30日の夜22時25分ごろ、ソーリーはこの哨戒で最初の接触を得た。目標は2隻の大型艦、それに駆逐艦だと判断され、ソーリーは7月31日3時3分に潜航。3時25分、ソーリーは攻撃態勢に入ったが艦位を保てず、その復旧を行っている間に目標は通過していった。3時38分、聴音で180度の方向に敵がいることが淡かった。しかし、潜望鏡で観測しても駆逐艦の存在は不明だった。ドロップ艦長は深深度潜航を下令したが、間もなく2つの衝撃がソーリーをゆるがせた。その後も5発の爆雷攻撃を受け、ソーリーは水深60メートルで東に向かって逃げた。20時20分に浮上して調査すると、潜望鏡支柱が右舷側にひどく捻じ曲げられ、潜望鏡もレーダーも使用不能となっており、ソーリーは闇夜に放り出された感じとなった。哨戒は打ち切られ、仮修理の後8月1日4時3分に哨戒海域を離れた。この哨戒では、駆逐艦に打撃を与えたと評価された。ソーリーは8月8日にミッドウェー島に寄港。8月12日、ソーリーは30日間の行動を終えて真珠湾に帰投。修理と改装が行われ、司令塔と潜望鏡支柱、レーダーが新調された。また、第4エンジンも換装された。これらの作業は10月4日までには終わった。

### 第8、第9の哨戒 1943年10月 - 1944年2月
10月4日、ソーリーは8回目の哨戒でトラック諸島方面に向かった。しかし、この哨戒ではいくつかの目標を発見したものの、攻撃までには至らなかった。11月26日、ソーリーは53日間の行動を終えてミッドウェー島に帰投した。
12月21日、ソーリーは9回目の哨戒で東シナ海に向かった。しかし、この哨戒は悪天候に悩まされた。哨戒期間の最後で、ソーリーは大波に襲われた。大波はソーリーを40度も傾け、ハッチからは海水が流れ込んだ。電気系統は水を被ってダメになり、小さな火災も発生した。補助の電動機は30分程度で復旧したものの、主要部分の修理完了は丸一日要し、ジャイロコンパスの修理はそれよりももっと長くかかった。ソーリーはミッドウェー島を経由し、1944年2月21日に62日間の行動を終えて真珠湾に帰投。再度のオーバーホールのためメア・アイランド海軍造船所に回航された。ソーリーは作業後、6月16日に真珠湾に戻ってきた。

### 第10、第11の哨戒 1944年6月 - 11月
6月29日、ソーリーは10回目の哨戒でフィリピン方面に向かった。7月3日にミッドウェー島に寄港して補給の後出港したが、7月5日にシリンダー部分に亀裂が入っているのが発見され、その修理のためミッドウェー島に引き返した。7月6日に出港したものの、7月11日になって別のシリンダーに亀裂が入っているのが発見された。
それでも哨戒は続けられ、7月18日までにはサンベルナルジノ海峡近海の哨戒海域に到着した。8月4日、ソーリーは獲物を求めて哨戒海域を北に変えた。8月6日、ソーリーは護衛なしで航行する貨物船を発見。しかし、航空機接近の気配が感じられたため攻撃しなかった。ソーリーはほどなく哨戒海域を後にした。8月23日、ソーリーは54日間の行動を終えてマジュロに帰投。艦長がリチャード・A・ワーグ少佐（アナポリス1937年組）に代わった。
9月20日、ソーリーは11回目の哨戒で日本近海に向かった。11月4日までは南西諸島近海で救助配備任務に就き、10月18日に第8戦闘飛行隊（VF-8）所属のパイロット1名を救助したが、敵艦撃沈の機会はなかった。11月5日にサイパン島に寄港したのち、第101潜水群指揮官トーマス・B・クラークリング大佐の指揮下、他の潜水艦とともにウルフパック "Burt's Brooms" を編成して、11月10日から日本の南方洋上に配置されている特設監視艇群を蹴散らす作戦に従事した。ソーリーは第二群に属し、小笠原諸島近海で任務に就いたが、天候不良に悩まされた。11月15日夕刻には北緯29度54分 東経139度39分 / 北緯29.900度 東経139.650度の地点で特設監視艇高城丸（山下恭一、91トン）に対して魚雷を4本発射するが、命中しなかった。11月18日未明には北緯31度14分 東経141度50分 / 北緯31.233度 東経141.833度の地点で特設監視艇を支援中の特設砲艦神津丸（大阪商船、2,721トン）に対して、二度にわたり雷撃を行った。11月29日、ソーリーは65日間の行動を終えて真珠湾に帰投。これがソーリーの最後の哨戒となった。

### 訓練艦・戦後
戦争の残りの期間、ソーリーはハワイ海域で標的および訓練艦としての任務に従事した。1945年8月19日にカリフォルニア州サンフランシスコへ向けて出航、不活性化の準備に入る。ソーリーは1946年6月22日に退役し、7月19日に除籍された。ソーリーは1947年5月にカリフォルニア州オークランドのラーナー社にスクラップとして売却、1947年10月に廃棄された。
ソーリーは第二次世界大戦の戦功で7個の従軍星章を受章した。